# Площанка
Площа́нка — село в Україні, у Красноріченській селищній громаді Сватівського району Луганської області. Населення становить 135 осіб. Орган місцевого самоврядування — Красноріченська селищна громада.

## Населення

### Мова
Розподіл населення за рідною мовою за даними перепису 2001 року:
| Мова       | Кількість | Відсоток |
| ---------- | --------- | -------- |
| українська | 134       | 99.26%   |
| російська  | 1         | 0.74%    |
| Усього     | 135       | 100%     |

## Географія
Селом протікає річка Балка Ведмежа. 